# Herndon, Kansas
Herndon là một thành phố thuộc quận Rawlins, tiểu bang Kansas, Hoa Kỳ. Năm 2010, dân số của xã này là 129 người.